# NGC 1413
NGC 1413 je galaksija u zviježđu Eridan.

## Vanjske poveznice
- SEDS: NGC 1413